# Oliver Twist (película de 2005)
Oliver Twist es una película dramática de 2005 dirigida por Roman Polański. El guion es de Ronald Harwood y se basa en la novela del mismo nombre de 1838 escrita por Charles Dickens.
La película fue precedida por las numerosas adaptaciones del libro de Dickens, entre ellos varios largometrajes, tres películas para televisión, dos miniseries, y un musical que fue premiado por la Academia de cine.
La película se estrenó en el Festival Internacional de Cine de Toronto 11 de septiembre de 2005, antes de entrar en un estreno limitado en Estados Unidos el 23 de septiembre .

## Argumento
En 1827 y en una ciudad indeterminada de Inglaterra, un joven huérfano en su noveno cumpleaños llamado Oliver Twist es llevado a la fuerza a una casa de trabajo —algo así como un orfanato— . Oliver y los otros niños que residen con él reciben malos tratos y se les da poca comida. 
Ante la escasez de comida se selecciona a Oliver a través de una lotería para pedir más y este cumple su cometido lo que conlleva que sea castigado. Acto seguido los trabajadores de la casa de trabajo que son de buena familia, están bien alimentados y son hipócritas deciden deshacerse de él. Así que después de estar a punto de ser vendido como aprendiz a un cruel limpiador de chimeneas, Oliver es enviado a Mr. Sowerberry, un fabricante de ataúdes. Su mujer y su aprendiz comienzan a odiar al recién llegado niño desde el momento en el que entra por la puerta. Después de más malos tratos, Oliver golpea y ataca a Noah, el malhumorado aprendiz por haber insultado a su madre rompiendole la nariz y dejándole un ojo morado. Noah grita enseguida y llama a Mrs. Sowerberry y Charlotte para encerrar a Oliver en una fría y oscura bodega. El comportamiento agresivo del huérfano es debidamente informado a Mr. Sowerberry y a Mr. Bumble. Oliver recibe una paliza y sabiendo que su vida con los Sowerberry solo puede ir a peor o que lo devuelvan a la casa de trabajo, se escapa a pie temprano la mañana siguiente.
Llevando poca comida encima Oliver decide caminar setenta kilómetros hasta Londres. Después de desmayarse del hambre y del cansancio, una amable mujer le da comida y refugio para pasar la noche. Al cabo de una semana de viaje, llega a la ciudad sin zapatos y sin dinero. Allí conoce a Jack Dawkins, o Artful Dodger, un niño carterista que lleva a Oliver a su casa y escondite en Saffron Hill que comparte con muchos otros jóvenes y su excéntrico y anciano líder, Fagin.
Enseguida a Oliver se le enseña a ser miembro de la banda y en una de las salidas con los niños carteristas Dodger le roba un elegante pañuelo a un hombre, sin embargo, Oliver es capturado siendo inocente aunque un testigo demuestra su inocencia. El dueño del pañuelo, un hombre de buena familia llamado Mr. Brownlow, se apiada de Oliver quien se desmaya en la sala del juzgado debido a que padece algún tipo de fiebre. Brownlow, quien cree en la inocencia de Oliver, lo adopta de manera no oficial dándole ropas nuevas y la promesa de una buena educación mas al poco tiempo, mientras cumple un recado para Brownlow, Oliver es capturado por el principal socio de Fagin, el malvado ladrón Bill Sikes, y una prostituta que mantiene una relación complicada con el primero llamada Nancy y es devuelto a la fuerza a Fagin, que tenía temor que Oliver pudiera llevarlo a las autoridades. Fagin y Sikes deciden poner al chiquillo bajo supervisión hasta que Sikes descubre la conexión con el acaudalado Brownlow y decide obligar a Oliver a ayudarle a robar en su casa de noche con ayuda de otro socio y con tan mala suerte que el muchacho es herido en un tiroteo que se produce entre el señor de la casa y Sikes. Una vez fuera de peligro, Sikes decide matar a Oliver para asegurarse de que no hable pero cae en un río antes de que pueda hacerlo.
Sikes sobrevive al casi ahogamiento en el río pero debido a ello tiene que mantenerse en cama una temporada mientras se recupera de una grave fiebre. Por otro lado, Fagin a pesar de tratar a Oliver con amabilidad, se ve obligado matarlo por temor a que lo delate, en la sugerencia de Sikes cuando aquel se recupere. Sin embargo, aquello asusta a Nancy, quien empezó a tener amor maternal por Oliver y no quiere que sufra, pero es controlada por el abusivo Sikes aunque a pesar de ello consigue drogar a Bill para concertar con Brownlow a medianoche una cita en el Puente de Londres para informarle de la situación y paradero de Oliver. Brownlow llama a la policía con objeto de liberar a Oliver pero Dodger, que había sido enviado por Fagin para seguir a Nancy, escucha toda la conversación y es obligado por Sikes a contarle todo. Éste, furioso por la traición de Nancy la golpea hasta matarla en el lugar en que ambos se hospedan. 
Al día siguiente todos los periódicos de Londres hablan sobre Fagin junto con Sikes matando a Nancy. El perro de Sikes llamado Bullseye que hasta el momento no había aparecido es la única pista que puede delatarlo así que decide matarlo aunque al no tener éxito se refugia en casa de Toby Crackit, el socio con el que había intentado robar en casa de Brownlow la noche en la que Oliver fue herido. Fagin, Oliver y los demás chicos también se esconden en el mismo lugar después de huir de su antiguo refugio debido a la llamada de Brownlow a la policía. Bullseye después de escapar de la muerte a manos de su amo consigue dirigir a un grupo de policías y habitantes del lugar a la casa donde se ocultan todos. En un momento dado Dodger, lleno de rabia por la muerte de Nancy a manos de Sikes, decide comunicar a las autoridades el lugar donde se esconden. Bill Sikes entonces toma a Oliver y lo lleva al tejado creyendo que así no le dispararán pero escalando hacia el tejado con una cuerda, distraído por su perro, pierde el equilibrio, se enreda el cuello en la soga accidentalmente y muere.
Un tiempo después vemos de nuevo a Oliver viviendo cómodamente con Mr. Brownlow. Fagin es arrestado por sus crímenes y Oliver desea hacerle una visita a la cárcel. Brownlow lo lleva a la celda en la que se encuentra y allí está Fagin hablando solo. Ante esta situación Oliver se encuentra apenado ya que Fagin había sido como un padre para él y lo había tratado siempre con amabilidad a pesar de que había planeado matarlo. Una vez que Oliver se encuentra con Fagin el primero le dice: «siempre fuiste amable conmigo» y antes de poder iniciar una conversación un guardia entra en la celda y le obliga a salir del recinto. Mientras que Oliver, lloroso, deja el lugar de la prisión de Fagin, se prepara la horca en el patio y la gente de la ciudad se reúne para presenciar su ahorcamiento a la vez que Oliver y Mr. Brownlow parten en carroza para empezar una nueva vida.